# Ricardo Buitrago
Ricardo Enrique Buitrago Medina (* 10. März 1985 in Panama-Stadt) ist ein panamaischer Fußballspieler.

## Karriere

### Klub
In der Saison 2004 begann er mit 19 Jahren seine Karriere beim CD Plaza Amador, wo er einige Jahre aktiv war. Im Sommer 2008 verließ er schließlich seinen Klub um sich in Kolumbien Deportes Quindío anzuschließen, dort blieb er wiederum für zwei Jahre und kehrte danach zu Plaza Amador zurück. Hier spielte er anschließend noch einmal bis Mitte März 2012.
Hiernach zog es in nach Spanien, wo er sich dem FC Elche anschloss, er aber erst einmal nur in die B-Mannschaft (Ilicitano) kam. Zur Saison 2012/13 stieß er hier dann in die erste Mannschaft vor. Für diese hatte er dann beim Copa del Rey auch seinen ersten Einsatz. Bei diesem Einsatz blieb es dann aber auch und in der Liga spielte er keine Rolle. Am Ende der Spielzeiten trennten sich die Wege von ihm und Elche dann auch wieder.
Nun ging es ein zweites Mal zurück zu Plaza Amador, wo er auch über die nächsten Jahre hauptsächlich bleiben sollte. Das erste Halbjahr 2014 verbrachte er dazwischen noch beim CS Cartaginés in Costa Rica. Sowie die Zeit von August 2015 bis Februar 2017 in Peru bei Juan Aurich. Dazwischen kehrte er immer wieder zu Plaza Amador zurück. Nach seiner Rückkehr aus Peru kehrte er nur kurz nach Panama zurück um sich danach erneut fest Juan Aurich anzuschließen. Dort blieb er dann aber auch wieder nur bis zum Ende des laufenden Jahres. Ab Anfang 2018 spielte er dann ebenfalls in Peru bei Deportivo Municipal. Sein Vertrag hier, endete schließlich Ende 2019 und er wurde darauf erst einmal kurzzeitig vereinslos. Seit Februar 2020 ist er wieder einmal bei Plaza Amador.

### Nationalmannschaft
Bereits bei der U-20-Weltmeisterschaft 2005 war er Teil des Kaders der Nationalmannschaft von Panama und kam hier in einer Partie auch zum Einsatz. Seinen ersten Einsatz für die A-Mannschaft bekam er am 8. September 2010 bei einem 3:0-Freundschaftsspielsieg über Trinidad und Tobago. Er stand hier in der Startelf und wurde in der 80. Minute für Alberto Quintero ausgewechselt. Sein erstes Turnier war dann die Copa Centroamericana 2011, wo er in zwei Partien zum Einsatz kam. Beim Gold Cup 2011 war er jedoch nicht dabei und nach ein paar weiteren Länderspielen zum Ende des Jahres 2011 gab es auch erst einmal, mit Ausnahme eines Freundschaftsspiel gegen Portugal Mitte August 2012, keine Einsätze mehr.
Erst ab 2014 bestritt er wieder einige Einsätze. So kam es auch, dass er im Kader für die Copa América Centenario 2016 stand und auf ein paar Minuten Einsatzzeit kam. Auch bei der Copa Centroamericana 2017 war er wieder dabei. Seine letzte Partie bestritt er am 14. November 2017 in einem Freundschaftsspiel gegen Wales, wo er zum Schluss des Spiels, welches mit 1:1 endete, noch ein paar Minuten Spielzeit bekam.